# Amphithéâtre romain d'Ancône
L'amphithéâtre romain d'Ancône est situé dans la partie haute de l'ancienne ville d'Ancône, province d'Ancône dans la région des Marches,.
Il a été construit à l'époque augustéenne (fin du Ier siècle av. J.-C.) et constitue, avec l'Arc de Trajan (début du IIe siècle), l'œuvre architecturale de l'époque romaine la plus importante de la ville.

## Description
La caractéristique la plus remarquable de l'amphithéâtre d'Ancône est l'exploitation habile de la morphologie du terrain. La typologie traditionnelle de ce type de bâtiment est globalement respectée, mais adaptée aux particularités orographiques du site : un plan incliné situé en selle entre deux collines : Colle Guasco et Colle dei Cappuccini .

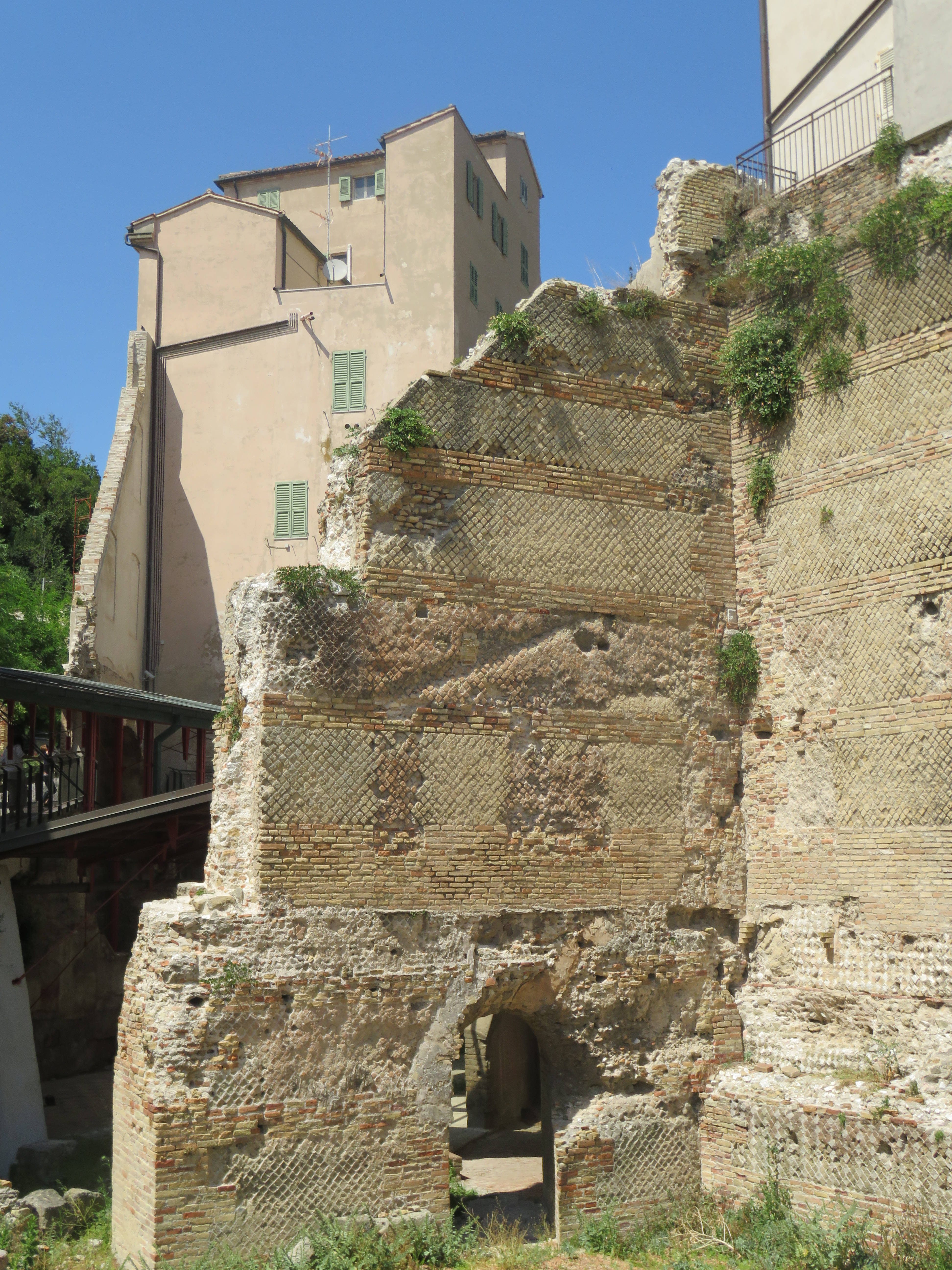
Un contrefort.

Les dimensions de l'ellipse, pas parfaitement régulière pour s'adapter aux conditions du terrain, étaient de 93 × 74 m, tandis que l'arène mesurait 52 × 35 m ; l'orientation du grand axe est du nord-est au sud-ouest. Autour de l'ellipse se trouvaient des contreforts de renforcement radiaux, peut-être aussi utilisés pour agrandir l'auditorium en y superposant des marches. L'extérieur abritait des niches tout autour et la maçonnerie était réalisée selon la technique de l'opus mixtum, avec parement donc en opus reticulatum et opus latericium.

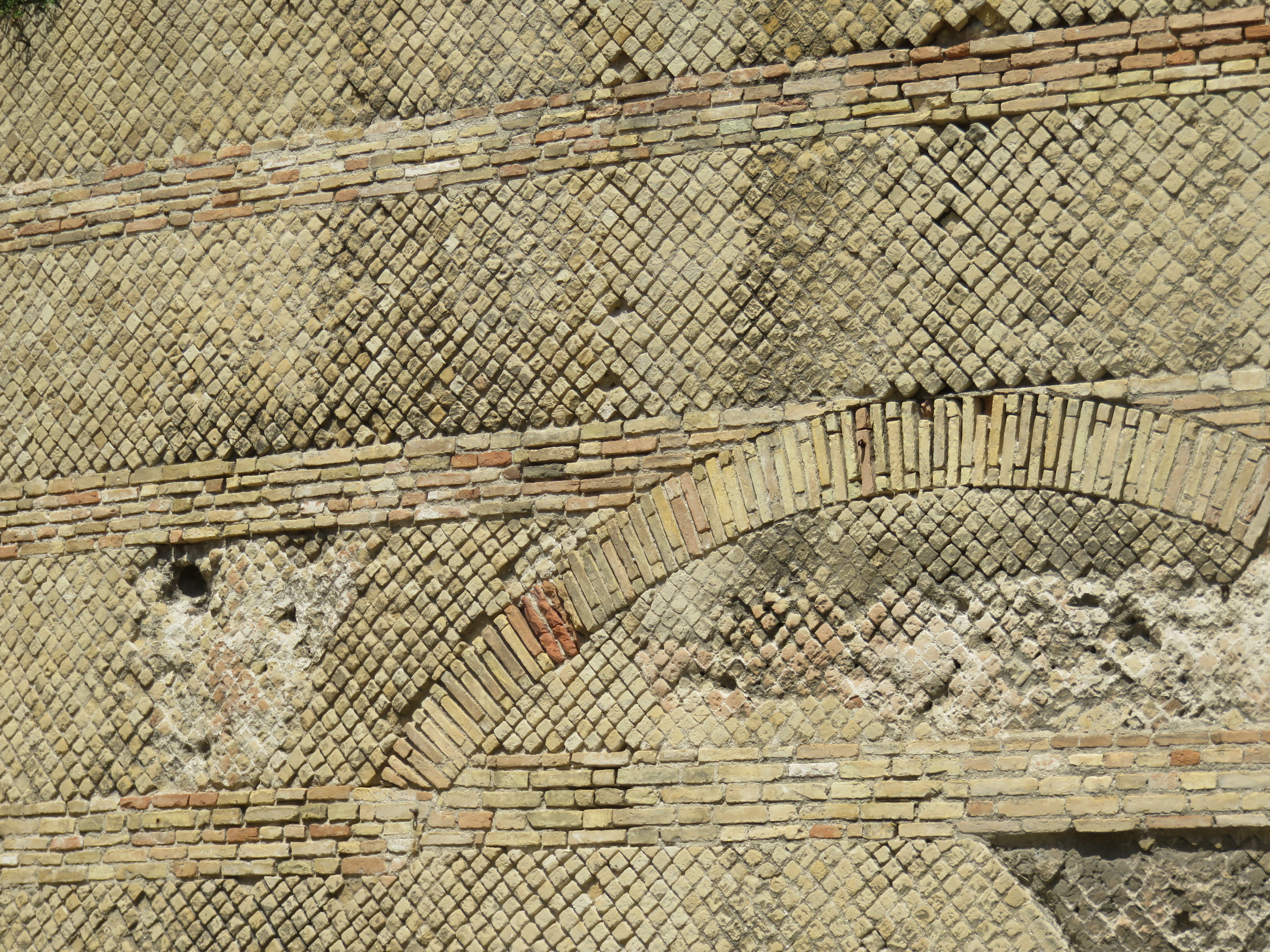
Le parement en opus reticulatum.

Il y avait deux entrées à l'arène, situées aux deux extrémités du grand axe de l'ellipse : la Porta Pozzoe, destinée à l'entrée du cortège des gladiateurs, et la Porta Libitinensis, consacrée à la déesse qui présidait au passage vers l'au-delà, d'où sortaient les gladiateurs mourants et morts pendant les combats. Il y avait également plusieurs entrées utilisées par les spectateurs, qui menaient aux différents secteurs de la salle ; parfois ces entrées n'étaient pas équipées d'escaliers, mais accédaient directement au secteur, profitant de la pente naturelle du terrain.
La cavea, avec ses vingt marches disposées sur trois niveaux, reposait au nord-est sur le rocher marneux, taillé pour accueillir l'ouvrage, et au sud-ouest sur des voûtes en hauteur. On estime que la structure pourrait accueillir entre 8 000 à 10 000 spectateurs. Depuis les marches les plus hautes, on pouvait voir la mer de deux côtés : vers le nord-est la mer ouverte et vers le sud-ouest le port. Le bâtiment est situé à quelques dizaines de mètres des falaises orientales du promontoire sur lequel se dresse Ancône, à environ 50 mètres d'altitude.
L'auditorium était recouvert d'un vélarium, comme en témoigne l'existence de trous pour les poteaux de support. À l'ouest de la Porta Pompae se trouvait un autre bâtiment romain, peut-être une école de gladiateurs, avec des sols en mosaïque et une natatio  c'est-à-dire une petite piscine.
Les fouilles archéologiques ont mis au jour deux secteurs.

### Secteur Piazza del Senato

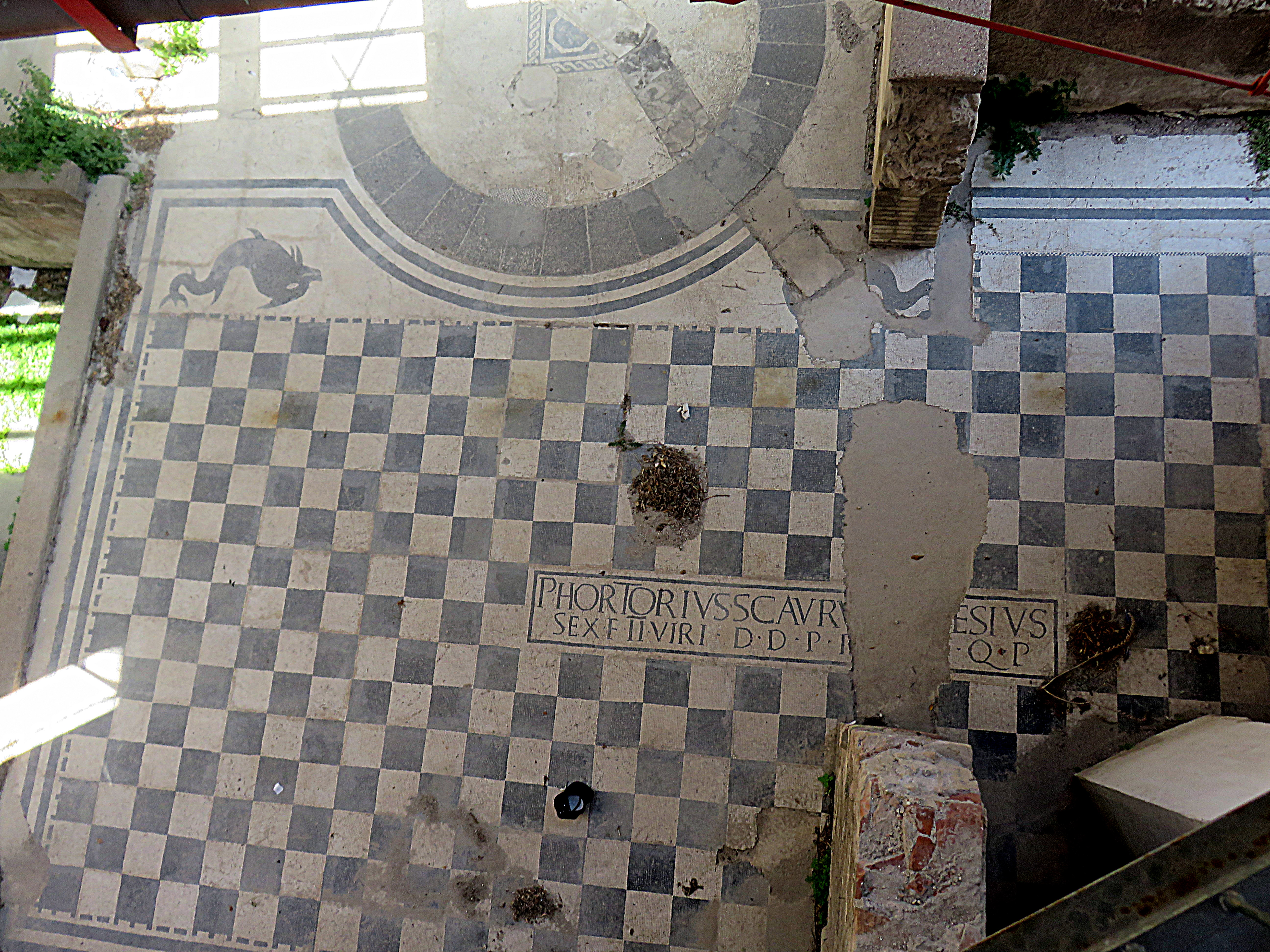
Locaux interprétés comme une école de gladiateurs.

Une grande partie de l'ellipse est décorée de bandes alternées d'opus reticulatum et d'opus latericium, ainsi qu'une partie du mur d'enceinte. Il y a l'entrée principale de l'arène, la Porta Pompae, ainsi que deux contreforts. Quelques autres entrées, réservées aux spectateurs, dont l'entrée principale (Porta Pozzoe) sont aussi visibles.   
Du bâtiment adossé à la gauche de la Porta Pompae, la natatio, les sols (mosaïque en  échiquier et figures de dauphins, opus spicatum et hexagones), une inscription en mosaïque et des restes de fresques sont visibles. Les vestiges de ce bâtiment sont protégés par une toiture moderne.
Sous les mosaïques de cette zone, des fouilles ont permis de découvrir une route datant de l'époque de la colonie grecque. À l'intérieur du palais Bonarelli, sur la Via Pio II, une autre section de l'ellipse est visible, avec quelques niches.
Parfaitement superposés à l'enceinte romaine, se trouvent des bâtiments résidentiels d'époques ultérieures, un phénomène courant sur des structures romaines similaires. À l'intérieur de ces bâtiments, les gradins de la cavea sont visibles.

### Secteur via Birarelli

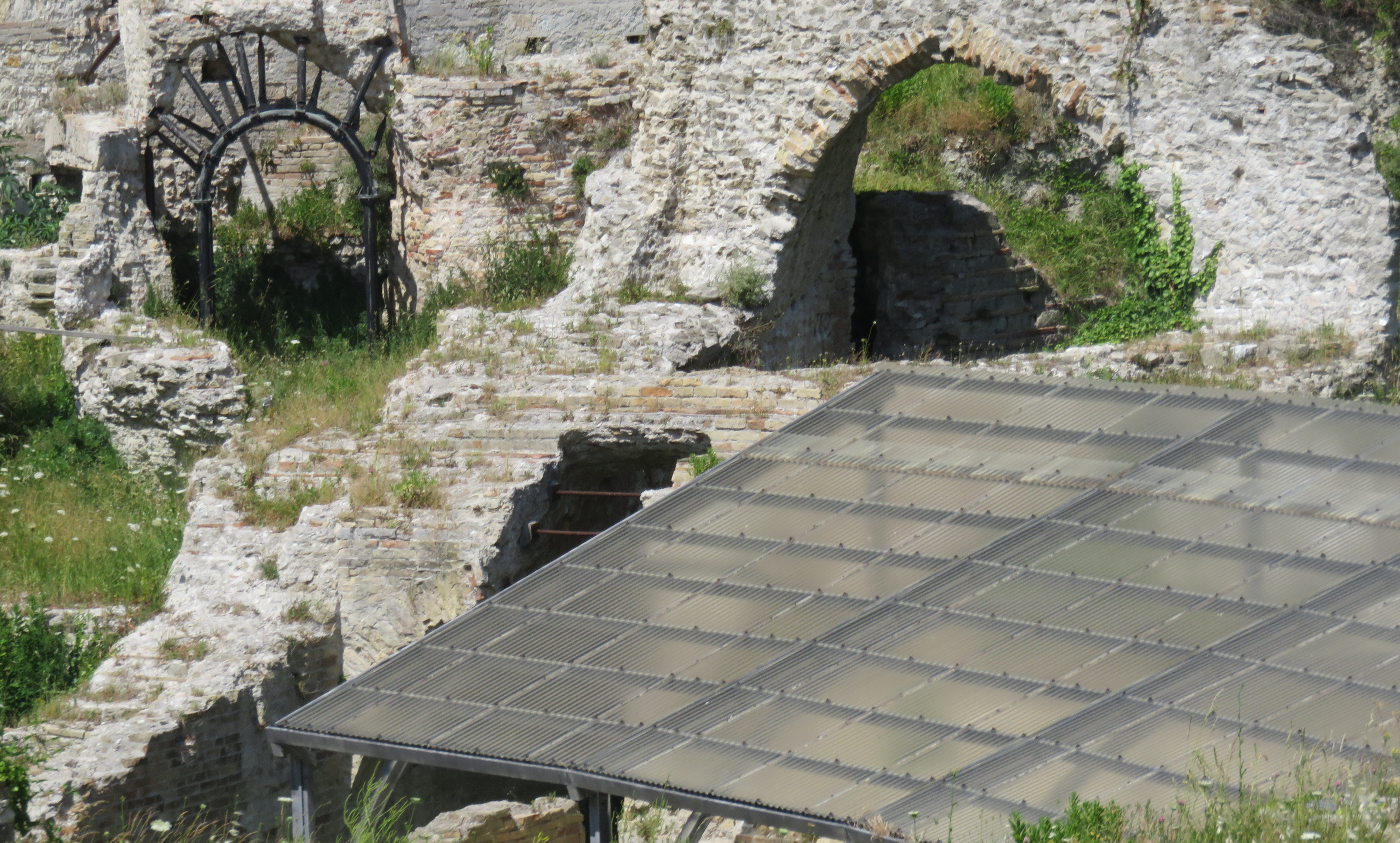
La Porta Libitenensis.

Les fouilles sont restées interrompues et n'ont mis au jour qu'une partie de la cavea, recouverte d'un toit de protection, la Porta Libitinensis, l'arc d'une entrée pour les spectateurs et un secteur limité de l'arène.
Le reste de ce secteur est difficile à reconnaître, occupé par les fondations d'édifices datant de l'époque romaine, démolis dans les années 1970 pour permettre la mise au jour de l'amphithéâtre, en respectant les fondations des bâtiments démolis, comme témoignage historique.
Certaines structures de l'amphithéâtre sont présentes dans le cimetière et à l'intérieur de l'église de San Gregorio ; cependant elles ne sont pas visibles par le public.